# Lottia alveus
Lottia alveus är en snäckart som först beskrevs av Conrad 1831.  Lottia alveus ingår i släktet Lottia och familjen Lottiidae. IUCN kategoriserar arten globalt som utdöd.

## Underarter
Arten delas in i följande underarter:
- L. a. alveus
- L. a. parallela